# ماكنتوش كوادرا

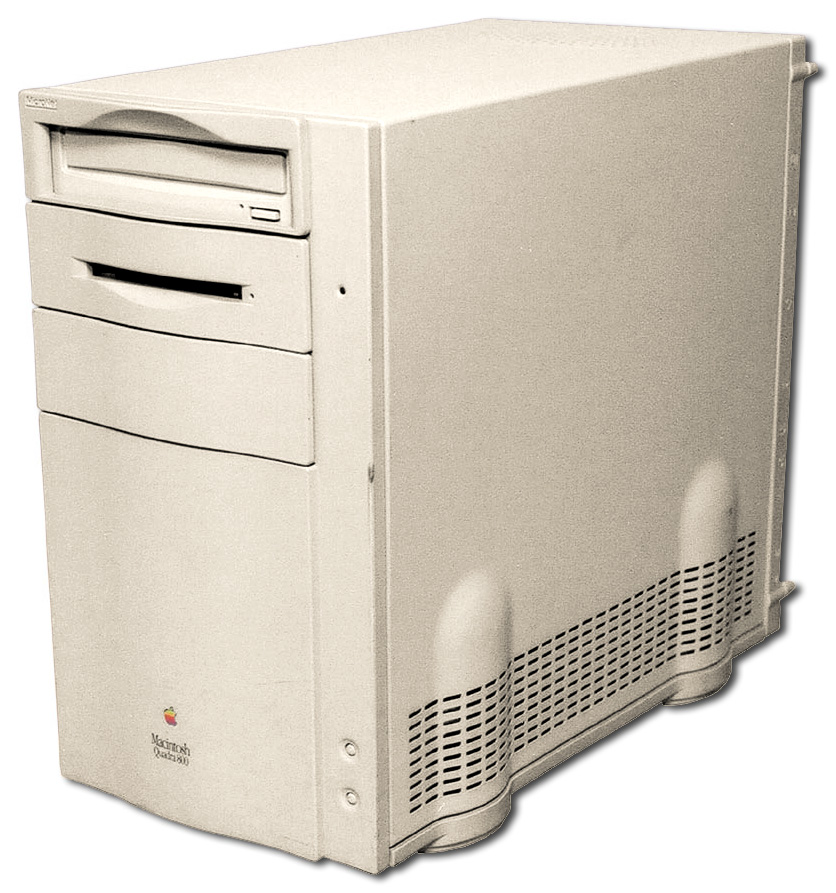
كوادرا 800

ماكنتوش كوادرا (بالإنجليزية: Macintosh Quadra)‏ هي سلسلة من أجهزة الحاسوب الشخصي ماكنتوش من شركة أبل والتي تستهدف فئة المستخدمين المحترفين. تم بنائها باستخدام وحدة المعالجة المركزية موتورولا 68040. كان أول نموذجين في السلسلة هما كوادرا 700 وكوادرا 900 واللذان تم إصدارهما في العام 1991.